# Перхлойда
Перхлойда — деревня в Белозерском районе Вологодской области.
Входит в состав Визьменского сельского поселения, с точки зрения административно-территориального деления — в Визьменский сельсовет.
Расстояние по автодороге до районного центра Белозерска составляет 80 км, до центра муниципального образования деревни Климшин Бор — 18 км. Ближайшие населённые пункты — Глебово, Сафроново, Шолгумзь.
Население по данным переписи 2002 года — 11 человек.